# 蓝顶毛腿蜂鸟
，是雨燕目蜂鸟科的一种鸟类。
蓝顶毛腿蜂鸟体重约3.7克，翼长约50.3毫米，嘴峰长约25毫米，喙宽度约1.8毫米，喙厚度约2.1毫米，跗蹠长约4.3毫米，尾长约38毫米。蓝顶毛腿蜂鸟在其分布区内为留鸟，其栖息在半开放的人工改造的环境中，食性为草食性，主要食物来源是植物的花蜜。
蓝顶毛腿蜂鸟分布于玻利维亚南部和阿根廷西北部的安第斯山脉地区。该物种是单型物种，没有亚种分化。